# Vlakwaterkanovaren
Vlakwatersprint en vlakwatermarathon zijn wedstrijdvormen van kanovaren op (min of meer) vlak water, d.w.z. water zonder golven en stroming van betekenis. Beide sporten vallen onder de International Canoe Federation (ICF).
Vlakwatersprint vindt samen met kanoslalom plaats op de Olympische Zomerspelen. Vlakwatermarathon is geen Olympische sport.

## Materiaal
In beide disciplines wordt in verschillende boottypes gevaren, namelijk de kajak en de (open) kano. Daarbij gebruikt men respectievelijk de aanduiding 'K' voor kajaks en 'C' voor kano's, met een nummer (1, 2, 4) voor het aantal personen dat geacht wordt het vaartuig voort te bewegen.

## Vlakwatermarathon

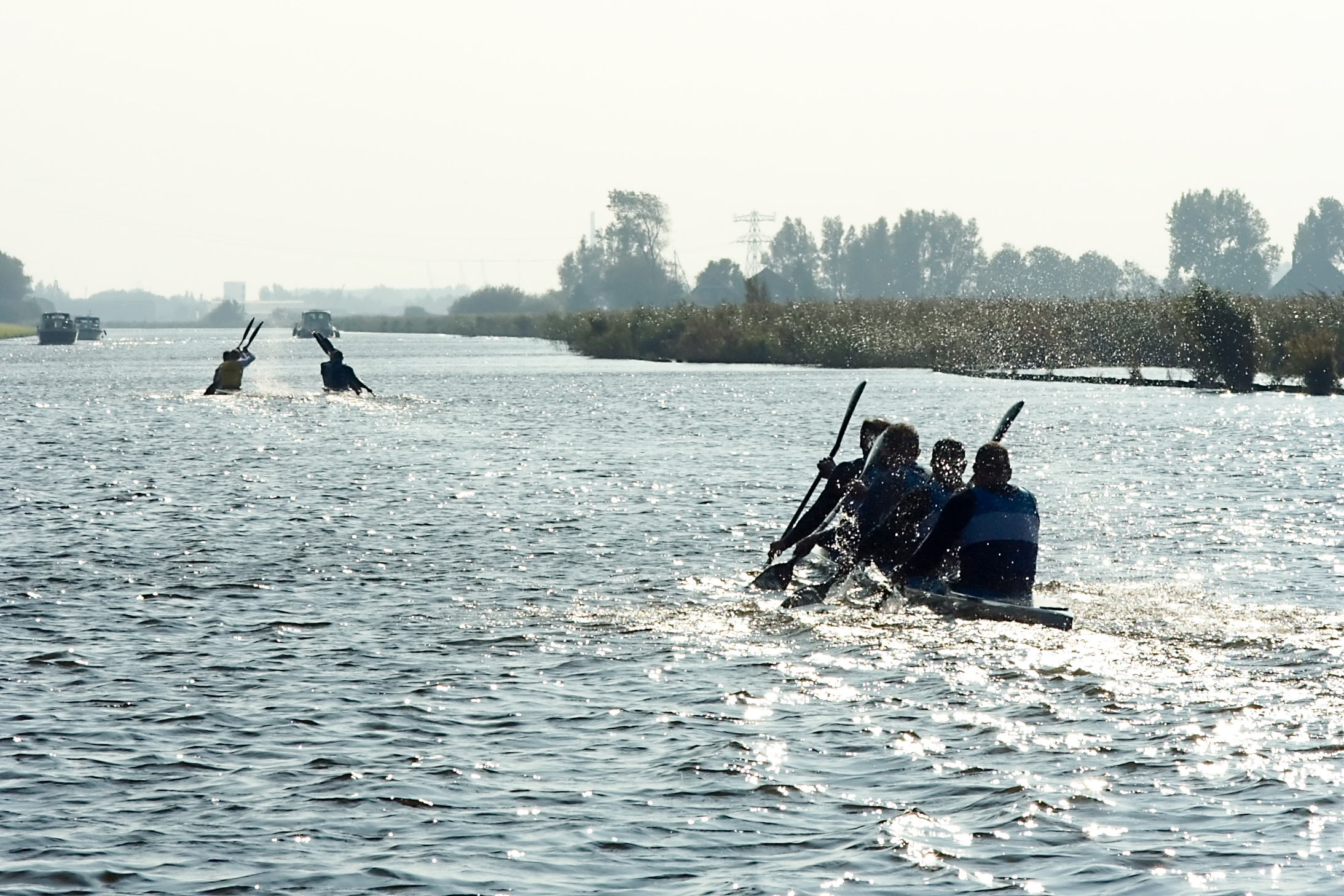
Deelnemers in de jaarlijkse K4 Marathon in de Rijp, Nederland, achtervolgen de 2 leiders in het veld. Net als bij wielrennen is het voordelig om dicht bij elkaar te varen, het zogenaamde zog varen. De laatste boot moet dus harder werken om bij de leiders te komen.

Marathons zijn lange afstandswedstrijden op rivieren, meren, of op open zee. Het parcours kan onderbroken worden door ondiep water, rotsen, of overstapplaatsen. Onder regels van het ICF is de minimumafstand voor internationale wedstrijden 20 km voor mannen en 15 km voor vrouwen. De wedstrijd mag over verschillende delen en/of dagen verspreid zijn. De wereldbekerwedstrijden en het wereldkampioenschap zijn over het algemeen tussen de 35 en 40 km lang.
Bekende internationale vlakwatermarathons zijn onder andere:
- De 201 km lange Devizes naar Westminster Internationale Vlakwatermarathon  op de Thames in het Verenigd Koninkrijk,
- De 190 km lange Au Sable River vlakwatermarathon  in Michigan, Verenigde Staten,
- De 420 km lange "'s Werelds Moeilijkste Kano wedstrijd", de Texas Water Safari , in Texas, Verenigde Staten.
- De Liffey Descent in Dublin, Ierland omvat onder andere strekdammetjes die varend gepasseerd worden.
- De Internationale Afvaart van de Sella  in Ribadesella, Spanje is een bekende wedstrijd van 20 km.

## Vlakwatersprint

### Wedstrijden
Vlakwater sprint vindt plaats op kalm water op een rechte baan die is opgedeeld in banen. De officiële ICF-wedstrijdafstanden zijn 200 m, 500 m en 1000 m. Tijdens een wedstrijd wordt van iedere deelnemer verwacht zijn boot in het midden van de baan te houden, behalve bij wedstrijden van meer dan 1000 m (langebaan) waar vaak bochten van 180 graden in zitten.

#### Olympische Spelen
Vlakwatersprint is onderdeel van de Olympische Spelen sinds 1936 (Berlijn) voor mannen, en sinds 1948 (Londen) voor vrouwen.
De volgende tabel geeft een overzicht van welke disciplines actief zijn, of geweest zijn op de Olympische Spelen.
| Boottype     | Heren/Dames | 200 m        | 500 m                    | 1000 m       | 10000 m     | 4x500 m |
| ------------ | ----------- | ------------ | ------------------------ | ------------ | ----------- | ------- |
| C-1          | Heren       | 2012 - 2016  | 1976 - 2008              | 1936 - Heden | 1948 - 1956 | -       |
| C-2          | Heren       | -            | 1976 - 2008 2024 - heden | 1936 - 2020  | 1936 - 1956 | -       |
| K-1          | Heren       | 2012 - 2020  | 1976 - 2008              | 1936 - Heden | 1936 - 1956 | 1960    |
| K-2          | Heren       | 2012 - 2016  | 1976 - 2008 2024 - heden | 1936 - 2020  | 1936 - 1956 | -       |
| K-4          | Heren       | -            | 2020 - heden             | 1964 - 2016  | -           | -       |
| vouwbare K-1 | Heren       | -            | -                        | -            | 1936        | -       |
| vouwbare K-2 | Heren       | -            | -                        | -            | 1936        | -       |
| C-1          | Dames       | 2020 - Heden | -                        | -            | -           | -       |
| C-2          | Dames       | -            | 2020 - Heden             | -            | -           | -       |
| K-1          | Dames       | 2012 - 2020  | 1948 - Heden             | -            | -           | -       |
| K-2          | Dames       | -            | 1960 - Heden             | -            | -           | -       |
| K-4          | Dames       | -            | 1984 - Heden             | -            | -           | -       |

#### Europese en Wereldkampioenschappen
Bij Europese kampioenschappen en wereldkampioenschappen staan de volgende evenementen op het programma.
- C-1 200 m. (1-persoonskano ) Vrouwen
- C-1 500 m. (1-persoonskano) Mannen & Vrouwen
- C-1 4 x 200 m. (kano estafette) Mannen
- C-2 200 m. (2-persoonskano) Mannen & Vrouwen
- C-2 500 m. (2-persoonskano) Mannen & Vrouwen
- C-4 200 m. (4-persoonskano) Mannen
- C-4 500 m. (4-persoonskano) Mannen
- C-4 1000 m. (4-persoonskano) Mannen
- K-1 500 m. (1-persoonskajak) Mannen
- K-1 4 x 200 m. (kajak estafette) Mannen & Vrouwen
- K-2 200 m. (2-persoonskajak ) Vrouwen
- K-2 500 m. (2-persoonskajak ) Mannen
- K-2 1000 m. (2-persoonskajak ) Vrouwen
- K-4 200 m. (4-persoonskajak ) Mannen & Vrouwen
- K-4 500 m. (4-persoonskajak ) Mannen
- K-4 1000 m. (4-persoonskajak ) Vrouwen

## Overige bronnen
- International Canoe Federation
- International Marathon Paddlers website
- Watersportverbond